# 国民体育大会ボウリング競技
国民体育大会ボウリング競技（こくみんたいいくたいかい―きょうぎ）は、国民体育大会で行われるボウリング競技大会である。

## 大会方式
成年男子・成年女子・少年男子・少年女子の4区分に分かれる。
第43回大会から第62回大会までは成年男女年齢別(２９歳以下・３０歳代・４０歳代・５０歳以上）個人戦、団体戦(４人チーム戦)各種目　予選６ゲーム　決勝３ゲーム　計９ゲーム総得点で順位を決定する。
第43回大会から第50回大会までは男女成年2部があった　予選6ゲーム　決勝3ゲーム　計９ゲームで順位を決定する。
第63回大会国体以降では、個人戦と団体戦（2人チーム戦・4人ゲーム戦）で行われる。
個人戦と団体戦2人チーム戦は6ゲーム、団体戦4人チーム戦は3ゲームの予選を行い、その合計点の上位8チーム（個人戦は8名）が決勝進出。決勝ではさらに3ゲームを行い、予選とあわせた総得点で順位を決定する。

## 歴史
初開催は第42回大会は公開競技で開催　第43回大会より正式競技